# Amurska srebrna trava
Amurska srebrna trava (lat. Miscanthus sacchariflorus) trajnica iz porodice trava raširena po Kini, Japanu, Koreji i Ruskom dalekom istoku. Ova vrsta pripada rodu poznatom na hrvatskom jeziku kao kineski šaš, a dio je podtribusa Saccharinae.
Uvezena je u Njemačku, Kanadu  (Ontario, Québec) i neke države SAD-a (Connecticut, Iowa, Illinois, Massachusetts, Maine, Michigan, Minnesota, Missouri, Nebraska, New York, Wisconsin)

## Sinonimi
- Imperata eulalioides Miq.; Ann. Mus. Bot. Lugd. Bat. 2: 289 (1866)
- Imperata sacchariflora Maxim.; Mém. Acad. Imp. Sci. St.-Pétersbourg Divers Savans 9: 331 (1859)
- Miscanthus hackelii Nakai; Bot. Mag., Tokyo 23: 107 (1909)
- Miscanthus sacchariflorus f. latifolius Adachi; Bull. Fac. Agr. Mie Univ. 17: 59 (1958)
- Miscanthus sacchariflorus f. purpurascens Y.N.Lee; J. Korean Pl. Taxon., 3(1-2): 18 (1971), et Pl. Taxonomic Soc. Korea. Seoul. 1972: 18. 17 (1972)
- Miscanthus sacchariflorus var. gracilis Y.N.Lee; J. Jap. Bot. 39: 123 (1964)
- Triarrhena hackelii (Nakai) Nakai; J. Jap. Bot. 25: 7 (1950)
- Triarrhena sacchariflora (Maxim.) Nakai; J. Jap. Bot. 25: 7 (1950)

- M. sacchariflorus
- M. sacchariflorus, Berloinski botanički vrt
- M. sacchariflorus

## Vanjske poveznice
|  | Zajednički poslužitelj ima još gradiva o temi Miscanthus sacchariflorus |
|  | Wikivrste imaju podatke o taksonu Miscanthus sacchariflorus             |